# Ricardinho (football, 1975)
Pour les articles homonymes, voir Ricardinho.
Ricardo Souza Silva plus communément appelé Ricardinho est un footballeur brésilien né le 26 novembre 1975.